# フォー・マウンテンズ諸島

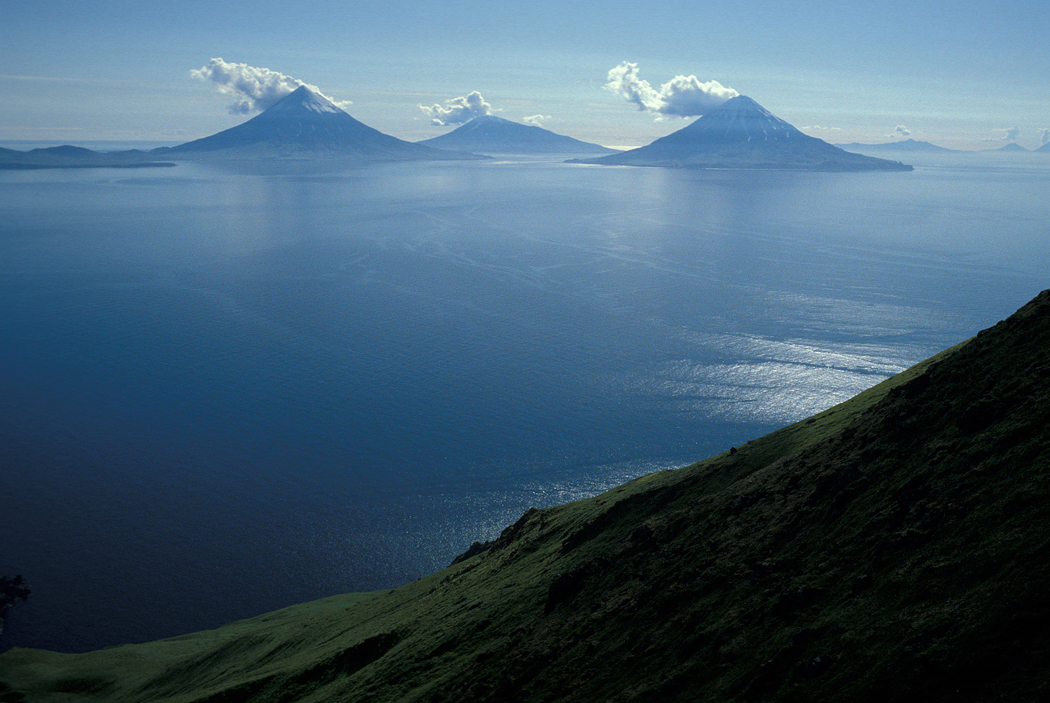
フォー・マウンテンズ諸島

フォー・マウンテンズ諸島(フォー・マウンテンズしょとう、Islands of Four Mountains)は、アメリカ合衆国アラスカ州アリューシャン列島の諸島である。西から東にアムクタ島、チャグラク島、ユナスカ島、ハーバート島、カーライル島、チュギナダック島、ウリアガ島、カガミル島がある。アムクタ・パスとアンドリアノフ諸島の間に位置し、西にアンドリアノフ諸島、東にサマルガ・パスとフォックス諸島がある。総面積は545.596 km²で、定住者はいない。 最も大きい2つの島はユナスカ島とチュギナダック島である。チュギナダック島は殆どが活火山クリーブランド山で構成される。
名前は、"Islands of Four Volcanoes" (Sarichev, 1826, map 3)を意味するロシア語Четырехсопочные Острова (ラテン文字転写：Chyetyryekhsopochnyye Ostrova)から翻訳され、4つの著名な火山があることから、初期のロシアの探検家により、名づけられた。アレウト語名"Unigun" (Uniiĝun現代アレウト語正書法)はFather Veniaminovによって1940年に報告された。5つのうち4つのみが最も初期の地図や海図上にあるため、これらの島々の名前についての混乱があるようである。現在の名前は1894年にUSS Concord (PG-3)のfield partyによりまとめられ、1895年に米海軍水路局(Chart 8)によって発表された。